# لوستن‌آئو
شهر لوستن‌آئو (به آلمانی: Lustenau) در استان فورآرلبرگ با جمعیت ۲۰٬۶۰۶ نفر در کشور اتریش واقع شده‌است.